# Geelbuikkardinaal
De geelbuikkardinaal (Pheucticus chrysogaster) is een zangvogel uit de familie Cardinalidae (kardinaalachtigen).

## Verspreiding en leefgebied
Deze soort telt 2 ondersoorten:
- P. c. laubmanni: noordelijk Colombia en noordelijk Venezuela.
- P. c. chrysogaster: van zuidwestelijk Colombia tot zuidelijk Peru.